# Adelin Benoît
Adelin Benoît (Châtelet, 12 de maio de 1900 - Châtelet, 18 de junho de 1954) foi um ciclista profissional belga. Surpreendente estreante no Tour de France de 1925, vestiu o maillot amarelo por cinco dias e ganhou a etapa de Luchon ("l'étape dês quatre cols").

## Palmarés
1920
- 1º no Grande Prêmio François Faber

1923
- Campeão da Bélgica em estrada, categoria independentes
- 1º na Bruxelas-Liéje

1924
- 1º no Circuito de Midi

1925
- Vencedor de uma etapa no Tour de France e leva o maillot amarelo durante 5 etapas

1926
- 1º na Bordéus-Paris
- Vencedor de uma etapa no Tour de France

1927
- Vencedor de 2 etapas no Tour de France